# Oakley (Califòrnia)
Oakley és una població dels Estats Units a l'estat de Califòrnia. Segons el cens del 2008 tenia 33.250 habitants.

## Demografia
Segons el cens del 2000, Oakley tenia 25.619 habitants, 7.832 habitatges, i 6.461 famílies. La densitat de població era de 796,4 habitants/km².
Dels 7.832 habitatges en un 52% hi vivien nens de menys de 18 anys, en un 68,2% hi vivien parelles casades, en un 9,1% dones solteres, i en un 17,5% no eren unitats familiars. En el 13% dels habitatges hi vivien persones soles el 4,1% de les quals corresponia a persones de 65 anys o més que vivien soles. El nombre mitjà de persones vivint en cada habitatge era de 3,26 i el nombre mitjà de persones que vivien en cada família era de 3,56.
Per edats la població es repartia de la següent manera: un 34,5% tenia menys de 18 anys, un 7,6% entre 18 i 24, un 34,5% entre 25 i 44, un 18% de 45 a 60 i un 5,4% 65 anys o més.
L'edat mediana era de 32 anys. Per cada 100 dones de 18 o més anys hi havia 100,4 homes.
La renda mediana per habitatge era de 65.589 $ i la renda mediana per família de 68.888 $. Els homes tenien una renda mediana de 49.883 $ mentre que les dones 34.659 $. La renda per capita de la població era de 21.895 $. Entorn del 2,8% de les famílies i el 5% de la població estaven per davall del llindar de pobresa.

## Poblacions més properes
El següent diagrama mostra les poblacions més properes.